# George Matthews Harding

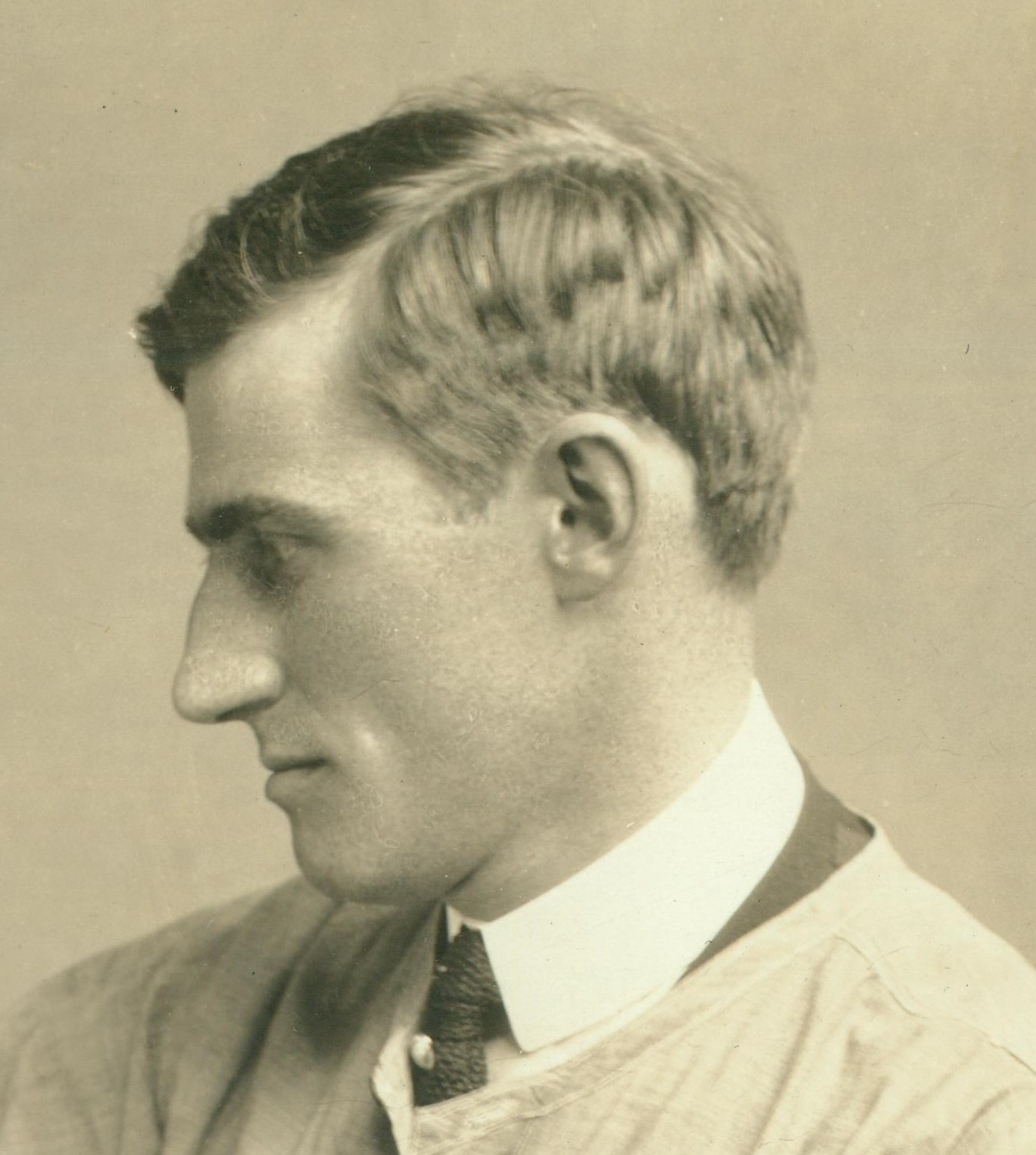
George Matthews Harding 1917

George Matthews Harding (* 2. Oktober 1882 in Philadelphia, Pennsylvania; † 1959) war ein US-amerikanischer Maler und Illustrator, der im Ersten und Zweiten Weltkrieg als Kriegsmaler tätig war.

## Leben
In eine Künstlerfamilie hineingeboren, wurde George Matthews Harding bereits in jungen Jahren mit Kunst vertraut gemacht und besonders durch seine neun Jahre ältere Schwester Charlotte Harding, die auf der Philadelphia School of Design for Women studierte, inspiriert. Angetrieben von seiner Schwester begann er ein Architekturstudium in Boston. Später studierte er Kunst auf der Pennsylvania Academy of the Fine Arts, während er als Architekt in Philadelphia tätig war. Durch seine Schwester lernte er Illustrator und Autor Howard Pyle kennen, mit dem er anschließend zusammenarbeitete.
1903 erschien Hardings erste Illustration in der Saturday Evening Post und 1906 begann er als Illustrator und Autor für das Harper’s Monthly Magazine zu arbeiten. Im Zuge dieser Tätigkeit unternahm er viele Reisen und wurde aufgrund seines Erfolges 1912 bis 1914 auf Weltreise geschickt. Im Zuge dessen kam Harding unter anderem mit der Kunst des asiatischen und pazifischen Raumes in Berührung, was seinen Stil stark prägte. Nach seiner Rückkehr trat er 1915 einen Posten an der University of Pennsylvania an, während er in seinem Atelier an anderen Projekten arbeitete. 1916 heiratete er Anita Cotheal, mit der er später zwei Kinder hatte.
Im Februar 1918 wurde George Matthew Harding von der Expeditionskraft American Expeditionary Forces (AEF) zusammen mit sieben anderen Künstlern ausgewählt, offiziell als Kriegsmaler im Ersten Weltkrieg in Frankreich tätig zu sein. Seine Kollegen waren William James Aylward, Walter Jack Duncan, Harvey Thomas Dunn, Wallace Morgan, Ernest Clifford Peixotto, J. André Smith und Harry Everett Townsend. Harding kehrte im Februar 1919 wieder in seine Heimat zurück und veröffentlichte noch im selben Jahr eine umfangreiche Sammlung seiner im Krieg entstandenen Kunstwerke.
1922 wurde Harding Vorsteher der Abteilung für Illustration an der Pennsylvania Academy of the Fine Arts und blieb der Schule bis zu seiner Pensionierung im Jahre 1958 erhalten.
Im Zweiten Weltkrieg war Harding als einziger der acht US-Kriegsmaler des Ersten Weltkrieges wieder tätig – diesmal als Teil der United States Marine Corps (USMC).
George Matthews Harding verstarb im Jahr 1959.

## Werke (Auswahl)
Diese Liste enthält einige Werke von George Matthews Harding, die im Ersten Weltkrieg entstanden.
| Bild | Titel                                                                                        | Beschreibung |
| ---- | -------------------------------------------------------------------------------------------- | --- |
|      | American wounded making way to first aid station in the village of Marne during German attac | Neben den menschlichen Opfern, die der Krieg gefordert hat, zeigt Harding auf diesem Bild zwei Innovationen des Krieges: Flugzeuge und Stacheldraht.                                       |
|      | Traffic to Mont-St. Pere                                                                     | Dieses Werk zeigt das Chaos auf den Straßen, das auch in den abgelegeneren Bereichen vorhanden war.                                                                                        |
|      | Traffic to Mont-St. Pere                                                                     | Dargestellt wird die Zweite Schlacht an der Marne, während dem Vorstoß der amerikanischen Truppen – beobachtet von einem höher gelegenen Teil der Stadt.                                   |
|      | Between shells at Chateau Thierry                                                            | Das Bild zeigt Soldaten unter Beschuss in der Stadt Château-Thierry, einem wichtigen Gebiet für Frankreich, das es zu verteidigen galt, da es nur etwa 50 Meilen von Paris entfernt liegt. |
|      | American gun fire, opening of Verdun offensive                                               | Im September 1918 begannen die US-amerikanischen Truppen die Offensive in Verdun. Das Werk zeigt das Artilleriefeuer zum Start der Offensive in den frühen Morgenstunden.                  |
|      | American troops entering a village                                                           | Hierbei handelt es sich um eine Darstellung des Weiterrückens US-amerikanischer Soldaten entlang der Marne am 13. Juli 1918.                                                               |
|      | German plane shooting two Allied ballons                                                     | Das Werk stellt eine Situation in Verdun dar, in der ein deutsches Flugzeug zwei Ballons der Alliierten in weniger als einer Minute vom Himmel holte.                                      |